# Álvaro Novo
Álvaro Novo Ramírez (Córdoba, España, 16 de mayo de 1978), conocido como Álvaro Novo o Novo, es un futbolista español. Juega de centrocampista y tiene una dilatada experiencia de 183 partidos en la Primera División española a lo largo de 8 temporadas en equipos como el Real Mallorca, Atlético de Madrid y su último equipo, la Real Sociedad. Desde 2008 se encuentra sin equipo.

## Biografía
Nació el 16 de mayo de 1978 en la ciudad de Córdoba, teniendo ascendencia cántabra por parte de su madre. Se formó en el Don Bosco C.F. equipo del Colegio Salesianos de Córdoba, hasta que en Juveniles pasó a las categorías inferiores del Córdoba CF, pero tuvo que buscarse la vida fuera de su ciudad natal una vez que dejó de ser juvenil, ya que los técnicos del Córdoba no consideraban que estaba capacitado para dar el salto al primer equipo.
En 1996 fichó por un modesto equipo de Madrid, el Real Club Deportivo Carabanchel, donde permanece dos años. En su segunda temporada con los madrileños y jugando en la Segunda división B cuaja una excelente temporada, 37 partidos jugados y 10 goles.
El Real Club Deportivo Mallorca se fija en él y lo ficha para su segundo equipo, el Real Mallorca B, que en aquella temporada iba a militar en la Segunda división A. En su segunda temporada en el Mallorca B, comienza a jugar sus primeros minutos en el primer equipo. Su debut con el Mallorca en Primera División se produce el 17 de enero de 2000 en un partido ante el Real Madrid. La temporada 1999-2000 llega a disputar 6 partidos de Liga en Primera División. La temporada 2000-01 pasa a formar parte de la primera plantilla del RCD Mallorca.
En Mallorca Novo vive los mejores años de su carrera, destapándose como un centrocampista de exquisita calidad. Entre 2000 y 2003 juega 101 partidos de Liga y marca 7 goles. Se convierte en una pieza fundamental de un Mallorca, que queda tercero en la Liga (temporada 2000-01), participa en la Champions League (temporada 2001-02) y se proclama campeón de la Copa del Rey de fútbol (temporada 2002-03). Novo jugó en la histórica final que dio el primer título de Copa de su historia al Mallorca.
Ese verano el entrenador del Mallorca, Gregorio Manzano fichó por el Atlético de Madrid y uno de los fichajes que con más insistencia reclamó fue el de Álvaro Novo. Tras una larga negociación, Novo recaló finalmente en el Atlético de Madrid en el mes de agosto; pudiendo fichar así por uno de los equipos considerados grandes del fútbol español. Sin embargo a partir de ese momento la carrera profesional de Novo comenzó una trayectoria descendente que sigue hasta el día de hoy.
En su primera campaña con los colchoneros Novo jugó 32 partidos y marcó un gol. Fue un jugador bastante utilizado por Manzano y el equipo rozó la clasificación para la Copa de la UEFA; pero las expectativas existentes eran bastante más altas, tanto las que la afición tenía depositadas en el conjunto del equipo como en el juego de Novo. Novo fue esa temporada uno de los jugadores que la afición colchonera más pitó y criticó a lo largo de la temporada. La temporada siguiente, sin Manzano en el equipo y con César Ferrando como entrenador, Novo prácticamente desapareció de las alineaciones y solo jugó 5 partidos en Liga.
En el verano de 2005 llegó a un acuerdo con el Atlético de Madrid para rescindir su contrato y fichó por la Real Sociedad de Fútbol. Su trayectoria en la Real Sociedad también fue de más a menos. En su primera temporada volvió a tener minutos, jugó 33 partidos de Liga y marcó 2 goles. Aunque dio destellos de su clase, sin embargo no puede decirse que volviera a jugar al nivel que demostró en el Mallorca. El equipo logró la salvación a duras penas esa temporada. Las cosas irían a mucho peor en la temporada siguiente. Una vez destituido su gran valedor en la Real, José Mari Bakero, el nuevo entrenador, Miguel Ángel Lotina le hizo jugar poco, al final solo disputó 12 partidos y marcó 1 gol. El equipo acabó descendiendo a Segunda División por primera vez en 40 años.
Aunque el club intentó deshacerse de Novo por su alta ficha en el verano de 2007, al no encontrar el jugador ninguna oferta satisfactoria terminó quedándose en el club de cara a la temporada 2007-08 en Segunda División. Esa última campaña jugó muy poco, sólo 8 partidos, y tampoco aceptó irse cedido en el mercado de invierno. Finalizó su contrato con la Real Sociedad en junio de 2008 y se desvinculó del club donostiarra.
Desde entonces el jugador no ha encontrado un equipo en el que proseguir su carrera profesional aunque oficialmente no ha anunciado todavía su retirada. En el mercado de invierno de la temporada 2008-09 figuraba como uno de los ilustres jugadores españoles sin equipo y a la espera de ofertas. También se especuló sobre su posible fichaje por el Lucena CF, equipo de la Segunda división B de su provincia de nacimiento. En el verano de 2009 Novo seguía sin equipo Las últimas noticias sobre el jugador hablaban del posible interés del equipo polaco KS Cracovia de la Ekstraklasa (primera división polaca) tras haberle realizado un test con el equipo polaco en julio de 2010.

## Clubes
| Club            | País   | Año       |
| --------------- | ------ | --------- |
| RCD Carabanchel | España | 1996-1998 |
| RCD Mallorca B  | España | 1998-2000 |
| RCD Mallorca    | España | 2000-2004 |
| Atlético Madrid | España | 2004-2006 |
| Real Sociedad   | España | 2006-2008 |

## Clubes y estadísticas
| Temporada | Club               | Categoría          | Liga  | Liga  | Copa  | Copa  | Europa | Europa | Total | Total |
| Temporada | Club               | Categoría          | Part. | Goles | Part. | Goles | Part.  | Goles  | Part. | Goles |
| --------- | ------------------ | ------------------ | ----- | ----- | ----- | ----- | ------ | ------ | ----- | ----- |
| 1996/97   | RCD Carabanchel    | Segunda División B | ¿?    | ¿?    | -     | -     | -      | -      | ¿?    | ¿?    |
| 1997/98   | RCD Carabanchel    | Segunda División B | 37    | 10    | ¿?    | ¿?    | -      | -      | ¿?    | ¿?    |
| 1998/99   | RCD Mallorca B     | Segunda División   | 26    | 1     | -     | -     | -      | -      | ¿?    | ¿?    |
| 1999/00   | RCD Mallorca B     | Segunda División B | ¿?    | ¿?    | -     | -     | -      | -      | ¿?    | ¿?    |
| 1999/00   | RCD Mallorca       | Primera División   | 6     | 0     | ¿?    | ¿?    | -      | -      | ¿?    | ¿?    |
| 2000/01   | RCD Mallorca       | Primera División   | 34    | 3     | -     | -     | -      | -      | ¿?    | ¿?    |
| 2001/02   | RCD Mallorca       | Tercera División   | 27    | 1     | -     | -     | -      | -      | ¿?    | ¿?    |
| 2002/03   | RCD Mallorca       | Primera División   | 34    | 3     | ¿?    | ¿?    | -      | -      | ¿?    | ¿?    |
| 2003/04   | Atlético de Madrid | Primera División   | 32    | 1     | ¿?    | ¿?    | -      | -      | ¿?    | ¿?    |
| 2004/05   | Atlético de Madrid | Primera División   | 5     | 0     | ¿?    | ¿?    | -      | -      | ¿?    | ¿?    |
| 2005/06   | Real Sociedad      | Primera División   | 33    | 2     | 1     | 0     | -      | -      | 34    | 2     |
| 2006/07   | Real Sociedad      | Primera División   | 12    | 1     | 1     | 0     | -      | -      | 13    | 1     |
| 2007/08   | Real Sociedad      | Segunda División   | 8     | 0     | 0     | 0     | -      | -      | 8     | 0     |

## Palmarés

### Campeonatos nacionales
| Título       | Club         | País   | Año  |
| ------------ | ------------ | ------ | ---- |
| Copa del Rey | RCD Mallorca | España | 2003 |